# Annie Oakley (1935)
 Annie Oakley ist ein US-amerikanischer Western aus dem Jahr 1935 unter der Regie von George Stevens mit Barbara Stanwyck in der Titelrolle. In weiteren Hauptrollen zu sehen sind Preston Foster, Melvyn Douglas und Moroni Olsen.

## Handlung
Ende des 19. Jahrhunderts liefert Annie Oakley, eine junge Frau aus den Hinterwäldern von Ohio, sechs Dutzend Wachteln, die sie geschossen hat, an den Besitzer des Gemischtwarenladens. Er schickt sie ins MacIvor Hotel in Cincinnati, wo der Bürgermeister ein großes Bankett zu Ehren von Toby Walker, dem „größten Schützen der Welt“, abhält. Toby achtet sehr darauf, was er isst, und Hotelbesitzer James MacIvor kauft Annies Wachteln, weil sie die Wachteln sauber durch den Kopf schießt und keinen Schrot an anderer Stelle zurücklässt.
Beim Bankett unterzeichnet Jeff Hogarth einen Vertrag mit Toby, der ihn zu einem Teil der Wild-West-Show von Buffalo Bill macht. James arrangiert für Toby auch ein Wettschießen gegen einen gewissen „Andy“ Oakley. Am nächsten Morgen muss er schockiert feststellen, dass es sich dabei um eine Frau handelt. Das Match endet mit einem Unentschieden, also geht es nach der Sudden-Death-Regel weiter. Beide Schützen treffen weiter ihre Ziele. Nach einem Kommentar ihrer Mutter schießt Annie absichtlich daneben. Walker ist ein liebenswürdiger, wenn auch ahnungsloser Gewinner; Hogarth weiß genau, was passiert ist.
Als die Oakleys nach Hause zurückkehren, verspricht Annie, all denen, die auf sie gewettet haben, den Einsatz zu erstatten. Jeff folgt ihr und sagt Annie, dass er das Geld, das sie ihm gegeben hat, nie verwettet hat. Er lädt sie auch ein, an der Wild-West-Show teilzunehmen. Annie, die sich in Toby verguckt hat, akzeptiert. Jeff stellt sie Buffalo Bill und den anderen Mitgliedern der Show vor.
Als Toby mithört, wie Buffalo Bill Jeff sagt, dass er Annie möglicherweise entlassen muss, weil es ihr bei ihren Auftritten an Ausstrahlung mangelt, bringt er ihr einige Schießtricks bei.
Bei der ersten Show ist Sitting Bull im Publikum. Ned Buntline, der Pressesprecher von Buffalo Bill, will ihn für die Show anwerben, aber Sitting Bull ist gelangweilt von den Darbietungen, bis er sieht, wie Annie fünf in die Luft geworfene Ziele abschießt. Er ist beeindruckt und nimmt das Angebot am.
Trotz Jeffs Versuchen, ihre Zuneigung zu gewinnen, entwickelt sich eine Romanze zwischen Annie und Toby. Sie werden auch gute Freunde von Sitting Bull.
Eines Tages will ein vergeltungssüchtiger Mann Sitting Bull erschießen. Toby kann den Lauf der Waffe im letzten Moment ablenken und rettet Sitting Bull das Leben, erleidet aber selbst Augenverletzungen durch das Mündungsfeuer. Mit Annies Karriere geht es aufwärts, aber Tobys Stern sinkt. Er verbirgt seine Verletzung, schießt aber versehentlich Annie in die Hand und wird aus der Show entlassen. Annie ist untröstlich, aber Jeff und Wild Bill versuchen, Toby von ihr fernzuhalten. Bei einem zufälligen Treffen bekommt Annie jedoch von einer Begleiterin Tobys zu hören, dass sie ihm nur Pech gebracht habe. Obwohl Toby versucht, die Frau zu beschwichtigen, hat Annie das Gefühl, dass das, was sie sagt, wahr ist und zieht sich unglücklich zurück. Nach einer triumphalen Tournee durch Europa spielt die Show in New York City, wo Sitting Bull Toby entdeckt und ihn wieder mit Annie vereint.

## Hintergrund
Der Film war sowohl für Stevens als auch für Stanwyck der erste Western. Während er auf dem wirklichen Leben von Annie Oakley basiert, nahm man sich bei den historischen Details einige Freiheiten. Der Film konzentriert sich hauptsächlich auf Oakleys Liebesaffäre mit Toby Walker (der für Oakleys realen Ehemann Frank E. Butler steht) und weniger auf ihre Karriere als Kunstschützin. Es zeigt auch nicht, wie Butler, selbst ein erfahrener Schütze, in den Wild-West-Shows bereitwillig das Rampenlicht an Oakley abtrat. Einige Szenen des Films, wie die, in denen Oakley absichtlich ein Wettschießen verliert und Oakley und Walker von Sitting Bull wiedervereint werden, wurden wahrscheinlich ins Drehbuch geschrieben, um den Geschmack und die Erwartungen des damaligen Publikums anzusprechen.
Der Arbeitstitel des Films lautete „Shooting Star“.
Der Film wurde weniger als zehn Jahre nach dem Tod der echten Oakley veröffentlicht und erzielte einen Gewinn von 48.000 $ (entsprechend ca. 1,1 Mio. $ in heutiger Rechnung).

## Kritiken
Andre Sennwald von der New York Times nannte den Film einen „knalligen und scharfen Film, der gesund nach dieser obskuren Ware namens Tanrinde riecht“ und schrieb: „Barbara Stanwyck spielt die Titelrolle großartig; dies ist ihre auffälligste Leistung seit langem Auch Preston Foster spielt überzeugend in der nicht realisierten Rolle des Toby Walker, und Moroni Olsen blufft hervorragend als Buffalo Bill. Chief Thunderbird ist aber der Star des Films. Eine Szene sollte Ihnen übrigens eins geben da hält der Kaiser, damals noch Prinz, galant eine Zigarette im Mund, auf die Annie schießen soll.“
Jahrzehnte später nannte Pauline Kael Stanwyck „durchweg frisch und glaubwürdig“ und schrieb, dass Stevens „einige der Punkte über das Rennen macht, die er später in Giant gemacht hat… aber hier sind sie leichter und besser. Sie scheinen beiläufig aus dem herauszuwachsen Amerikanisches Material; der Film fühlt sich fast improvisiert an“.